# Pomeroy (Pensilvania)
Pomeroy es un lugar designado por el censo ubicado en el condado de Chester en el estado estadounidense de Pensilvania. En el Censo de 2010 tenía una población de 401 habitantes y una densidad poblacional de 469,17 personas por km².

## Geografía
Pomeroy se encuentra ubicado en las coordenadas 39°57′52″N 75°53′5″O / 39.96444, -75.88472. Según la Oficina del Censo de los Estados Unidos, Pomeroy tiene una superficie total de 0,85 km², de la cual 0.85 km² corresponden a tierra firme y (0,91%) 0,01 km² es agua.

## Demografía
Según el censo de 2010, había 401 personas residiendo en Pomeroy. La densidad de población era de 469,17 hab./km². De los 401 habitantes, Pomeroy estaba compuesto por el 86,28% blancos, el 5,49% eran afroamericanos, el 0% eran amerindios, el 2% eran asiáticos, el 1% eran isleños del Pacífico, el 1.75% eran de otras razas y el 3,74% pertenecían a dos o más razas. Del total de la población el 7,23% eran hispanos o latinos de cualquier raza.